# Letopolis
| x · R22 | m | O49 |

| x · R22 | m | O49 |

Letopolis (řecky: Λητοῦς Πόλις) bylo staroegyptské město, hlavní druhého nomu Dolního Egypta. V egyptštině se jmenovalo Chem (ḫm). Město bylo centrem uctívání boha Chenty-irty, podoby boha Hora. Místo a jeho místní bůh jsou zmíněni v textech již Staré říše. Chrám tam byl pravděpodobně postaven velmi brzy. Jediné známé památky však na tomto místě pocházejí z doby panování faraonů z Pozdní říše

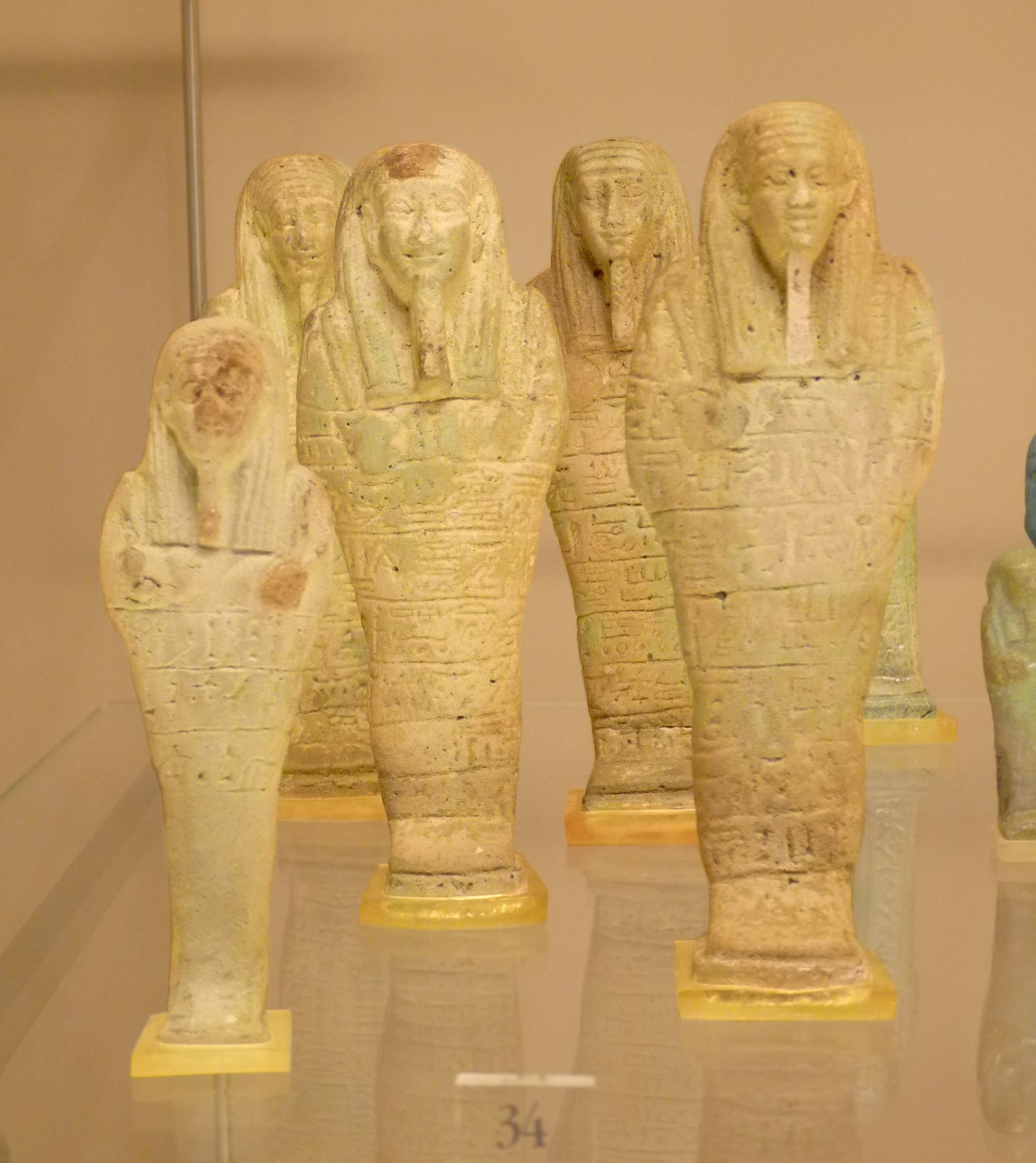
5 vešabtů z fajánsu Anch-hapiho, kněze v Letopolisu za Ptolemaiovců